# Iglesia de San Lázaro (Santiago de Chile)
La iglesia de San Lázaro es un templo católico bajo la advocación de San Lázaro ubicado en la calle Ejército Libertador esquina Gorbea, en el centro de la ciudad de Santiago, Chile. Inaugurada el 15 de agosto de 1930 se encuentra bajo la administración de la Orden de la Madre de Dios. Fue declarada Monumento Nacional de Chile, en la categoría de Monumento Histórico, mediante el Decreto Supremo n.º 21, del 16 de enero de 1992.

## Historia
La iglesia de San Lázaro fue fundada el año 1575, funcionando como una capilla ubicada en La Cañada, en la esquina de la antigua Calle del Colegio, (hoy Almirante Barroso). En el año 1775 el Obispado de Santiago elevó el templo a la categoría de parroquia con el nombre de San Francisco de Borja, iniciándose la construcción de una nueva iglesia en la ubicación de la capilla en 1781.
En el año 1876 el arzobispo Rafael Valentín Valdivieso, en la necesidad de un templo más amplio, comenzó la búsqueda de un terreno apropiado para trasladar la sede parroquial, comprándose terrenos en la esquina de las calles Ejército Libertador con Gorbea. Se comenzó la construcción del nuevo templo un año después, siendo finalizado el 7 de julio de 1877.
Por otro lado, el antiguo templo de San Francisco de Borja pasó a formar parte del hospital homónimo en 1887, que se trasladó luego al sector de Alameda entre Portugal y Vicuña Mackenna, donde se encuentra desde 1969 la Remodelación San Borja.
El 9 de enero de 1928 un incendio destruyó gran parte de la Iglesia de San Lázaro, desplomándose su torre, por lo que se hizo necesaria su reconstrucción, a cargo de los arquitectos Gustavo Monckeberg y José Aracena, y ejecutada por los ingenieros Francke y Botinelli. La nueva iglesia se inauguró el 15 de agosto de 1930, en la festividad de Asunción de María.
En los años 1980, el cardenal Juan Francisco Fresno confió la administración de la iglesia a la Orden de la Madre de Dios, que comenzaron una serie de refacciones como el cambio de su piso por mármol de Carrara. Luego del terremoto de 2010 la torre tuvo riesgo de desplome, por lo que tuvo que ser restaurada.

## Descripción
Luego del incendio, la iglesia fue reconstruida en relación con parte de los murallones que sobrevivieron al incendio. El templo es de estilo neorrománico, con ciertos rasgos del bizantino, como la utilización de una cúpula central.
En su fachada destaca su única torre, la cual se encuentra estructurada en tres segmentos, y que cuenta con cuatro esculturas de ángeles. Sobre su entrada principal se encuentra la efigie del santo patrono, flanqueada por otras dos imágenes. En su interior, su bóveda central presenta frescos que representan episodios de la vida de Jesucristo,
y una imagen denominada el Cristo de las trincheras, escultura tallada en madera, rescatada de una trinchera de la Primera Guerra Mundial, encontrada por un aviador chileno.
El órgano de la iglesia fue construido por el italiano Oreste Carlini e inaugurado el 20 de abril de 1935. Se encuentra fuera de uso luego de los daños provocados por el terremoto de 1985.